# Sports aquatiques aux Jeux de l'Empire britannique de 1930
Navigation
1934
Aux Jeux de l'Empire britannique de 1930 à Hamilton, Ontario, Canada, il y avait deux disciplines aquatiques – Natation et Plongeon. Quatre épreuves de plongeon et onze épreuves de natation ont été disputées. Le programme aquatique comprenait les seules épreuves féminines des jeux.
Ces événements ont eu lieu à la piscine municipale (maintenant la piscine commémorative Jimmy Thompson), construite spécifiquement pour ces jeux. À cette époque, c’était la meilleure piscine de compétition de l’Empire britannique.

## Podiums

### Plongeon

#### Hommes
| Épreuves           | Or                    | Or   | Argent              | Argent | Bronze             | Bronze |
| ------------------ | --------------------- | ---- | ------------------- | ------ | ------------------ | ------ |
| Tremplin de 3 m    | Alfred Phillips (CAN) | 147  | Cyril Kennett (CAN) | 138    | Arthur Stott (CAN) | 127    |
| Plateforme de 10 m | Alfred Phillips (CAN) | 90.6 | Samuel Walker (CAN) | 83.3   | Thomas Scott (ENG) | 82.3   |

#### Femmes
| Épreuves           | Or                    | Or   | Argent                | Argent | Bronze                      | Bronze |
| ------------------ | --------------------- | ---- | --------------------- | ------ | --------------------------- | ------ |
| Tremplin de 3 m    | Oonagh Whitsett (RSA) | 90.1 | Doris Ogilvie (CAN)   | 89.7   | Mollie Bailey (CAN)         | 88.7   |
| Plateforme de 10 m | Pearl Stoneham (CAN)  | 39.3 | Helen McCormack (CAN) | 38.3   | Seulement deux participants |        |

### Natation

#### Hommes
| Épreuves                      | Or                                                              | Or      | Argent                                                             | Argent | Bronze                       | Bronze |
| ----------------------------- | --------------------------------------------------------------- | ------- | ------------------------------------------------------------------ | ------ | ---------------------------- | ------ |
| 100 yards nage libre          | Munroe Bourne (CAN)                                             | 56.0    | Norman Brooks (ENG)                                                | 56.1   | Bert Gibson (CAN)            |        |
| 400 yards nage libre          | Noel Ryan (AUS)                                                 | 4.39.8  | Gordon Bridson (NZL)                                               | 4.45.8 | George Burleigh (CAN)        |        |
| 1 500 yards nage libre        | Noel Ryan (AUS)                                                 | 18:55.4 | Gordon Bridson (NZL)                                               | 19:41  | George Burleigh (CAN)        |        |
| 100 yards dos                 | Bill Trippett (ENG)                                             | 1:05.4  | Willie Francis (SCO)                                               | 1:06   | John Besford (ENG)           | 1:07   |
| 200 yards brasse              | Jack Aubin (CAN)                                                | 2.38.4  | Stanley Bell (ENG)                                                 | 2.39.6 | Reginald Flint (ENG)         | 2:45   |
| Relais 4×200 yards nage libre | Canada Bert Gibson Munroe Bourne George Burleigh James Thompson | 8:42.4  | England Freddie Milton Norman Brooks Arthur Watts Joseph Whiteside | 8:43   | Seules deux équipes engagées |        |

#### Femmes
| Épreuves               | Or                                                              | Or        | Argent                                                        | Argent | Bronze                                                        | Bronze |
| ---------------------- | --------------------------------------------------------------- | --------- | ------------------------------------------------------------- | ------ | ------------------------------------------------------------- | ------ |
| 100 yards nage libre   | Joyce Cooper (ENG)                                              | 1:03.0    | Ellen King (SCO)                                              | 1:07   | Valerie Davies (WAL)                                          |        |
| 400 yards nage libre   | Joyce Cooper (ENG)                                              | 5:25      | Valerie Davies (WAL)                                          | 5:28   | Cissie Stewart (SCO)                                          |        |
| 100 yards dos          | Joyce Cooper (ENG)                                              | 1:15      | Valerie Davies (WAL)                                          | 1:17   | Phyllis Harding (ENG)                                         | 1:18   |
| 200 yards brasse       | Cecelia Wolstenholme (ENG)                                      | 2:54 [WR] | Margery Hinton (ENG)                                          |        | Ellen King (SCO)                                              |        |
| 4x100 yards nage libre | England Joyce Cooper Doreen Cooper Olive Joynes Phyllis Harding | 4:32.8    | Canada Betty Edwards Irene Pirie Marjorie Linton Peggy Bailey | 4:33.0 | Scotland Cissie Stewart Ellen King Jean McDowell Jessie McVey | 4:37.0 |

## Sources
- Commonwealth Games Medallists - Swimming and Diving (Men). GBR Athletics. Retrieved on 2010-07-21.
- Commonwealth Games Medallists - Swimming and Diving (Women). GBR Athletics. Retrieved on 2010-07-21.